# Sanger (Califòrnia)
Sanger és una població dels Estats Units a l'estat de Califòrnia. Segons el cens del 2000 tenia 18.931 habitants.

## Demografia
Segons el cens del 2000, Sanger tenia 18.931 habitants, 5.220 habitatges, i 4.306 famílies. La densitat de població era de 1.538,8 habitants/km².
Dels 5.220 habitatges en un 47,5% hi vivien nens de menys de 18 anys, en un 57,2% hi vivien parelles casades, en un 17,5% dones solteres, i en un 17,5% no eren unitats familiars. En el 14,3% dels habitatges hi vivien persones soles el 8,4% de les quals corresponia a persones de 65 anys o més que vivien soles. El nombre mitjà de persones vivint en cada habitatge era de 3,6 i el nombre mitjà de persones que vivien en cada família era de 3,91.
Per edats la població es repartia de la següent manera: un 34,1% tenia menys de 18 anys, un 11,6% entre 18 i 24, un 27,7% entre 25 i 44, un 16,6% de 45 a 60 i un 10,1% 65 anys o més.
L'edat mitjana era de 28 anys. Per cada 100 dones de 18 o més anys hi havia 99,3 homes.
La renda mitjana per habitatge era de 32.072 $ i la renda mitjana per família de 33.219 $. Els homes tenien una renda mitjana de 26.443 $ mentre que les dones 22.808 $. La renda per capita de la població era d'11.625 $. Entorn del 21% de les famílies i el 23,7% de la població estaven per davall del llindar de pobresa.

## Poblacions més properes
El següent diagrama mostra les poblacions més properes.